# Ala elíptica

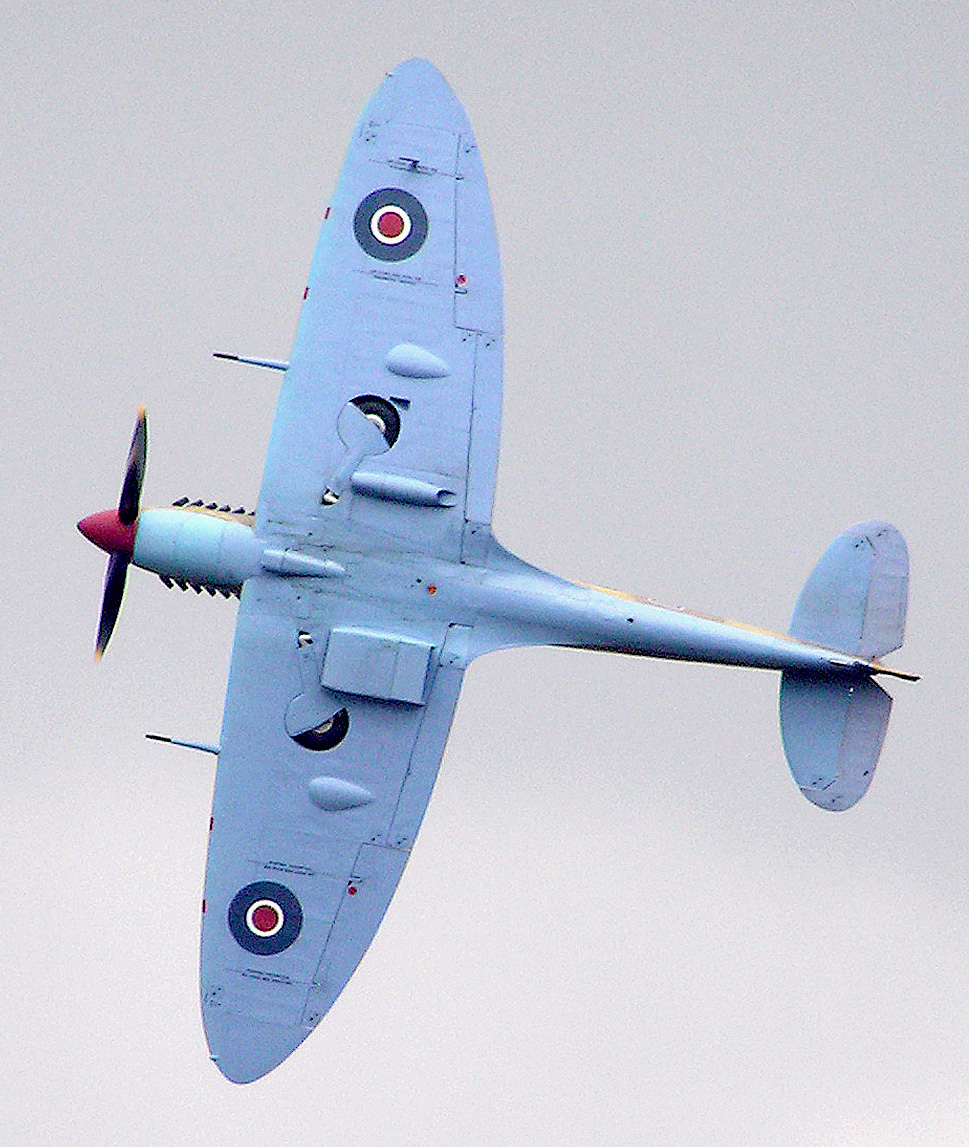
El avión de combate Supermarine Spitfire con un ala elíptica modificada.

Un  ala elíptica  es un ala con una planta elíptica, forma que permite minimizar el arrastre inducido. 
La forma elíptica, con una curvatura menor en los extremos, determina un flujo de aire homogéneo a lo largo del ala y una sustentación prácticamente nula en los extremos, con el resultado de un mejor rendimiento aerodinámico. 
Es difícil de fabricar. La forma tridimensional de los componentes es compleja y cara. La forma elíptica pura no es, necesariamente, la mejor opción. Una forma de elipse truncada puede tener el mismo rendimiento. Un ala trapezoidal, mucho más fácil de fabricar, alcanza casi una efectividad similar. La fuerza de sustentación uniforme aumenta los riesgos de entrada en pérdida de sustentación a baja velocidad.

## Historia
El ala elíptica apareció en los aviones británicos Supermarine de la Copa Schneider la década de 1930. Aviones que inspiraron el Supermarine Spitfire, uno de los aviones de combate de la Segunda Guerra Mundial. También el avión alemán Heinkel He 70 adoptó una configuración similar, en sus funciones de avión postal rápido o de reconocimiento. El bombardero Heinkel He 111 inspirado en el modelo anterior disponía de ala elíptica en las primeras versiones. La mayoría de los Republic P-47 Thunderbolt, avión de combate estadounidense, se fabricaron con ala elíptica. Muchos aviones desde entonces utilizan alas convencionales con extremos elípticos, con idea de disfrutar de las ventajas sin que aumenten las dificultades de fabricación